# Luís Paulo da Silva
Luís Paulo da Silva (nacido el 4 de diciembre de 1989) es un futbolista brasileño que se desempeña como defensa.
Jugó para clubes como el Consadole Sapporo, Fukushima United FC y Mito HollyHock.

## Trayectoria

### Clubes
| Club                | País   | Año         |
| ------------------- | ------ | ----------- |
| Roma                | Brasil | 2009 - 2013 |
| Engenheiro Beltrão  | Brasil | 2009        |
| Cascavel            | Brasil | 2011        |
| Consadole Sapporo   | Japón  | 2013 - 2015 |
| Fukushima United FC | Japón  | 2016        |
| Mito HollyHock      | Japón  | 2017        |